# کالمیکوو
کالمیکوو (انگلیسی: Kalmykovo) یک شهرک در شهرستان بورایفسکی باشقیرستان کشور روسیه است.